# Villa Craven

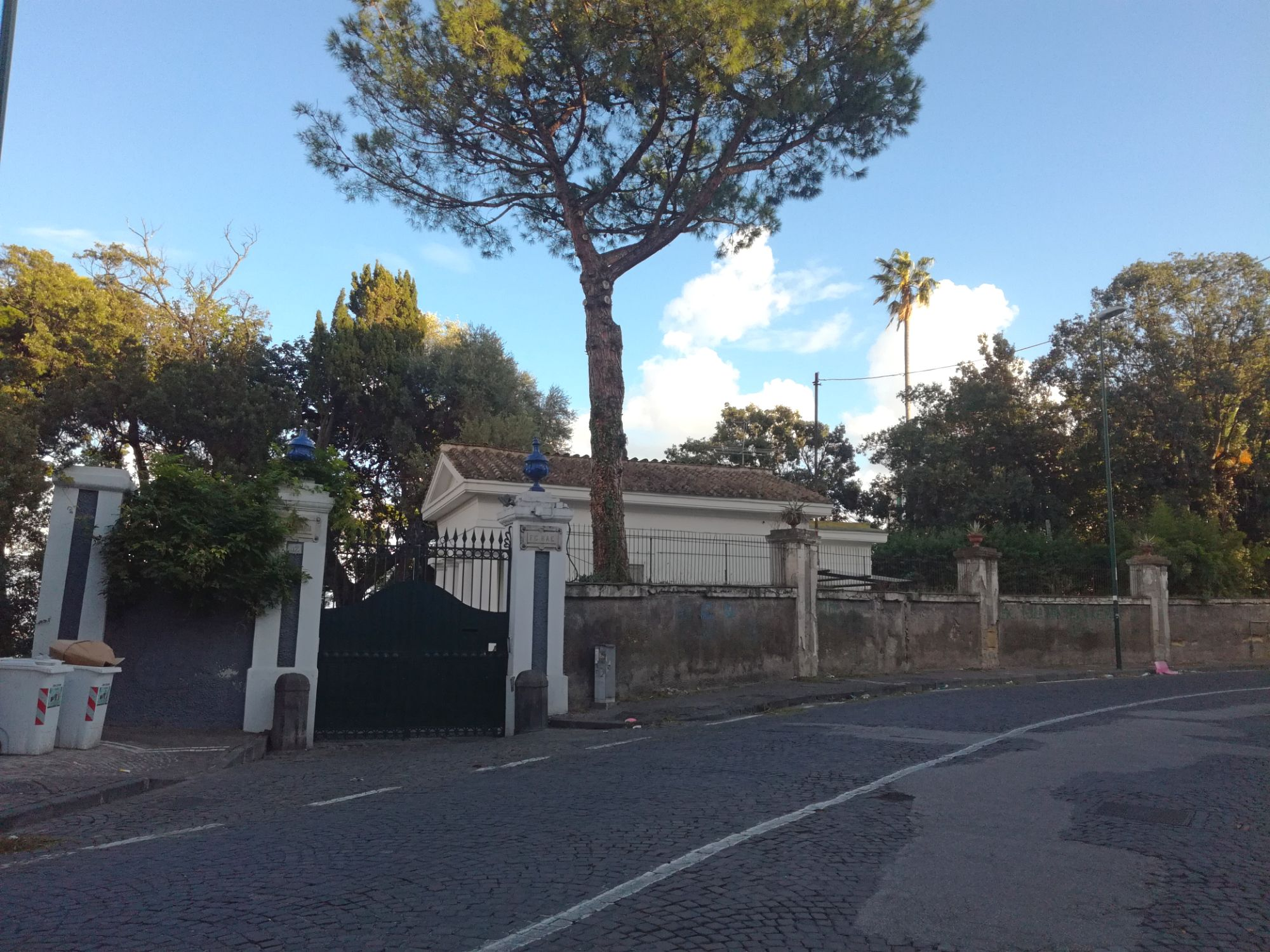
Villa Craven in Neapel: Eingang und Detail des tempelförmigen Pförtnerhauses

Die Villa Craven, später Villa Traversi und heute auch Villa Maria oder Villa Rae ist ein Landhaus aus dem 19. Jahrhundert im Viertel Posillipo der Stadt Neapel in der italienischen Region Kampanien. Es liegt in der Via Posillipo, 52.

## Geschichte und Beschreibung
Die Villa wurde ab 1819 im Auftrag von Elizabeth Baroness Craven, einer englischen Adligen, errichtet, die 1806, nach dem Tod ihres Gatten, Karl Alexander, Markgraf von Brandenburg, Ansbach und Bayreuth, Herzog von Preußen und Graf Sayn, Neffe des Königs Friedrich II. von Preußen, zusammen mit ihrem Sohn, Keppel Richard Craven, in die Hauptstadt des Königreiches beider Sizilien gezogen war. Die Villa Craven di Seyssel d’Aix in Varese verdankt ihren Namen dagegen dem Neffen von Elizabeth Baroness Craven, Walter Arthur Keppel Craven.
Es war König Ferdinand I. beider Sizilien, der Baroness Craven (die bereits einen Palast in der Via Chiatamone, 6 besaß) den Standort für ihre neue Villa vorschlug: Auf dem riesigen Grundstück, das er ihr gewährte und das damals Teil der Gärten der Villa Gallotti war.
Das Gebäude, dessen Ähnlichkeit mit dem Brandenburgh House, der früheren Wohnstatt der Adligen, nicht zu übersehen war, ist ein hervorragendes Beispiel der Wohnarchitektur des Rokoko und des Klassizismus und wurde erst 1823, vor dem Besuch der Lady Blessington, fertiggestellt; es ist ein Symbol weltlicher Pracht in Neapel in den Jahren nach der Restauration.
Der Biograph der Lady Blessington, Richard Robert Madden, beschrieb 1855 enthusiastisch die „wunderschön gelegene Villa, die bezaubernde Ausblicke auf die Bucht und auf Nisida bietet“. Er schrieb darüber hinaus, nachdem er die Villa Craven besucht hatte:

„Das Grundstück ist mit großer Sorgfalt unter der direkten Leitung der Markgräfin gepflegt. Ich habe sie selbst nur wenige Jahre vor ihrem Tod gesehen, wie sie im Garten arbeitete.“

Das klassizistische Gebäude, das von Bäumen umgeben ist, bietet eine großartigen Blick auf den Golf von Neapel. Seine dorischen Säulen sind nach der Art derer der Tempel in Paestum modelliert und in seinen Gärten, die sanft zu den Stränden der Küste von Posillipo abfallen, gibt es eine Grotte, die im 19. Jahrhundert als Badehaus diente. Ein Weg, der sich durch die Bäume windet, führt zum Grab des geliebten Hundes der Markgräfin; auf der Grabplatte sind einige Verse seiner Herrin zur Erinnerung an seine Treue eingraviert. Das Portiershaus ähnelt einem kleinen Tempel.
1855, nach dem Tod der Lady Craven, fiel die Villa nach ihrem testamentarischen Willen an Adelaide und Clotilde Capece Minutolo, Angehörige eines Zweiges der uralten, neapolitanischen Aristokratenfamilie Capece. Im Jahre 1876 wurde sie an den Rechtsanwalt Traversi verkauft und hieß in der Zeit, in der er dort wohnte, „Villa Traversi“. Der nachfolgende Eigentümer war der Diplomat Antonio Tittoni. 1907 kaufte der Commendatore Roberto de Sanna das Anwesen, der das Landhaus „Villa Maria“ nannte. De Sanna verkaufte es 1924 an Charles James Rae, Eigentümer des Handelshauses Gutteridge, dessen Familie die Villa heute noch gehört.